# Castellanza
Castellanza település Olaszországban, Varese megyében. Lakosainak száma 13 939 fő (2023. január 1.). Castellanza Busto Arsizio, Marnate, Olgiate Olona, Rescaldina és Legnano községekkel határos.

## Népesség
A település népessége az elmúlt években az alábbi módon változott:
| Lakosok száma | 14 397 | 14 340 | 13 939 |
|               | 2017   | 2018   | 2023   |

## Híres szülöttjei
- Marco Simone válogatott labdarúgó, edző